# Kate Horn
Pour les articles homonymes, voir Horn.
Kate Horn, née en 1826 en Irlande et morte le 10 septembre 1896 à Montréal, est une actrice et directrice de théâtre canadienne. Elle est populaire pendant ses années d'activités, de 1845 à 1873, et est la directrice générale du Théâtre Royal de Montréal de 1873 à 1880.

## Biographie
Kate Horn est orpheline. Elle fait ses débuts sur scène à Charleston, en Caroline du Sud, sous le patronage de l'actrice Sarah H. Timm en 1842 ; elle n'a alors que 16 ans. De 1845 à 1852, elle est engagée au Park Theatre (en) de New York, où elle mène une brillante carrière et se produit avec des stars telles que George Clifford Jordan, Annie Walters, Charlotte Saunders Cushman, Edward Loomis Davenport (en) et William Pleater Davidge (en). Elle est appelée « l'une des plus belles femmes de la scène »,.
De 1852 à 1864, elle partage son temps entre des tournées régulières au Théâtre Royal de Montréal au Canada, où son époux John Buckland est le directeur, et à New York, où elle est engagée dans plusieurs compagnies différentes. En 1864, elle s'installe définitivement à Montréal, où elle est l'une des comédiennes vedettes du Théâtre Royal et une membre respectée de la haute société montréalaise. À la mort de son mari en 1872, elle lui succède à la direction du théâtre. Elle prend sa retraite de la gestion et du théâtre en 1880, mais continue d'être active dans la vie théâtrale de la ville,.
Elle tombe malade au printemps 1896 et meurt quelques mois plus tard, le 10 septembre 1896 à Montréal,.